# Droga wojewódzka nr 879
Droga wojewódzka nr 879 (DW879) – droga wojewódzka w centralnej Polsce w województwie mazowieckim przebiegająca przez teren powiatu otwockiego, w całości położona na terenie Gminy Osieck. Droga ma długość 1,5 km. Łączy stację kolejową Osieck z centrum miejscowości Osieck koło Otwocka.

## Przebieg drogi
Droga rozpoczyna się na skrzyżowaniu przy stacji kolejowej Osieck. Następnie kieruje się w stronę południową i po 1,5 km dociera do centrum miejscowości Osieck, gdzie dołącza się do dróg wojewódzkich 862 i 805. 

## Miejscowości leżące przy trasie DW879
- Osieck